# 四国村ギャラリー
四国村ギャラリー（しこくむらギャラリー）は、香川県高松市の四国村（四国民家博物館）にある美術館。
屋島の南麓の斜面地にあり、美術館バルコニーからは眼下に立地を生かして造成された「水景庭園」と、遠く高松市街を望むことができる。設計は安藤忠雄。

## 展示内容
- 絵画 - ピカソ、ボナール、ルノアール、ドガらフランス近現代絵画と、丸亀市出身の猪熊弦一郎の作品を中心に展示
- 書 - 本阿弥光悦、一休宗純、良寛、池大雅、藤原俊成、白隠、与謝蕪村、夏目漱石らの作品を展示
- 仏像 - インド、中国、北魏出土の古仏を中心に展示
- 銅鏡 - 中国の戦国時代の銅鏡、漢代の鍍金鏡、高松塚出土と同笵の海獣葡萄鏡などを展示
- 古印 - 隋、唐、金、西夏の古印770点を収蔵、展示
- 土器 - 世界最大の土偶（像高60cm）をはじめとするBC1000年前のイランの形象土器を中心に展示
- ガラス - イラン出土のトンボ玉やカットグラス、ローマングラス、中国の古ガラスを展示

## 建築概要
- 設計 - 安藤忠雄建築設計研究所
- 施工 - 株式会社藤木工務店四国支社
- 竣工 - 2002年
- 構造 - 鉄筋コンクリート、建物は内外ともコンクリート打放し
- 規模 - 地下2階、地上1階
  - 1F - 393m2（ロビー、ギャラリー、事務所他）
  - 2F - 152m2（エントランスホール他）
  - B1F - 152m2（収蔵庫、機械室他）
- 敷地面積 - 51,636m2
- 建築面積 - 3,697m2
- 延床面積 - 5,299m2

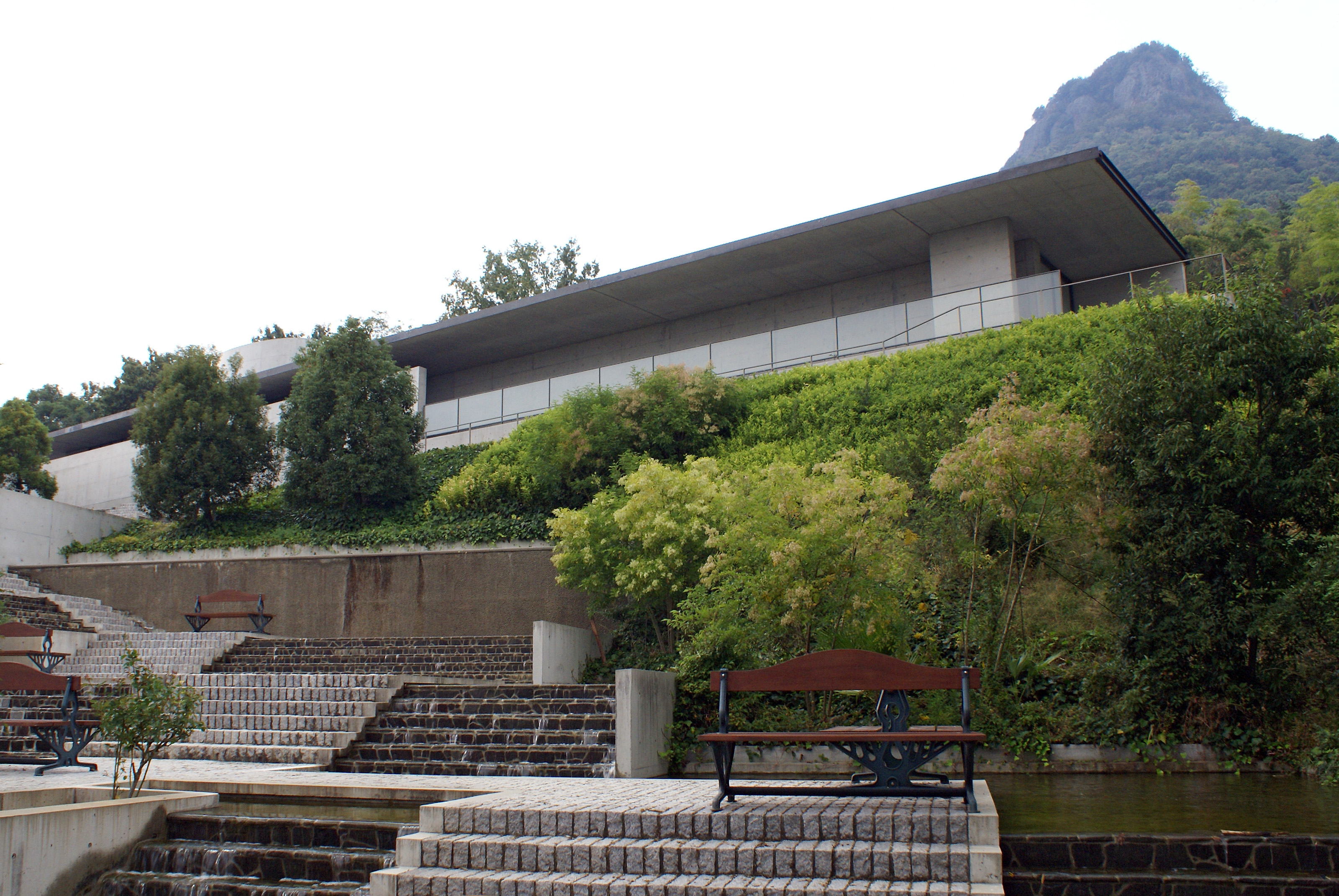
美術館、屋島を背景とする
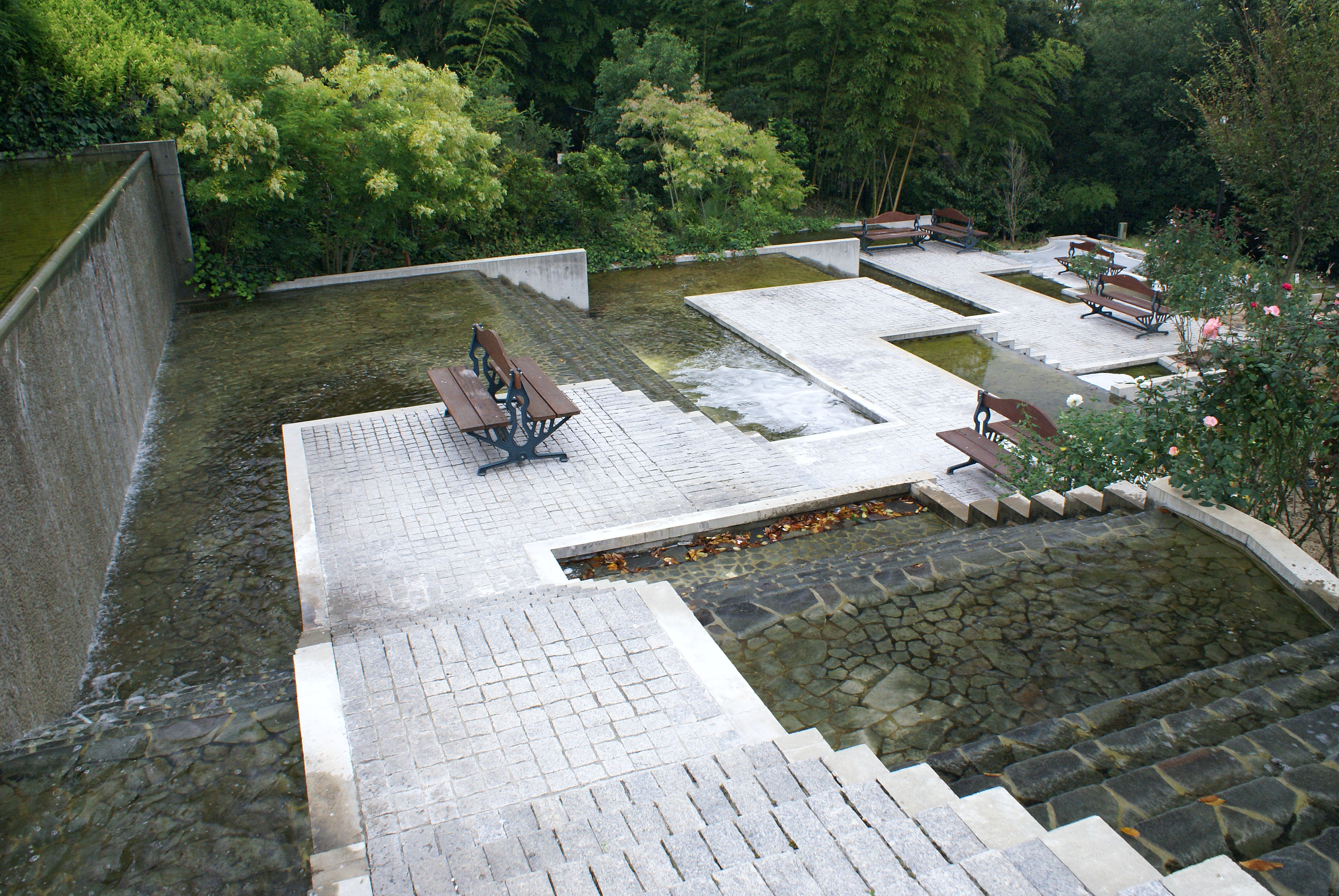
水景庭園

## 利用情報
- 所在地 - 〒761-0112 香川県高松市屋島中町字山畑91番地
- 開村時間 - 4月から10月までは8:30 - 17:00、11月から3月までは8:30 - 16:30
- 閉村日 - 年中無休

## 交通アクセス
- 高松琴平電気鉄道志度線 琴電屋島駅 徒歩5分
- 高徳線 屋島駅 徒歩10分